# Nikolaus Kyll
Nikolaus Kyll (* 23. Oktober 1904 in Algringen, Lothringen; † 25. Mai 1973 in Trier) war ein deutscher Volkskundler und römisch-katholischer Priester.

## Leben
Nikolaus Kyll wurde 1904 im damals zum Deutschen Reich gehörenden Lothringen geboren. 1926 bis 1931 studierte er Theologie und Philosophie am Trierer Priesterseminar und wurde 1931 zum Priester geweiht. Anschließend war er als Kaplan in Engers und Kottenheim tätig, von 1938 bis 1940 folgte eine Beurlaubung durch den Trierer Bischof  zum Studium der Volkskunde und Archäologie in Berlin, das er mit der Promotion über das Thema Höllenzwänge und verwandte Zauberbücher abschloss. Neuere Forschungen haben allerdings gezeigt, dass Kyll wegen großer Schwierigkeiten mit dem Zölibat nicht freiwillig aus der Seelsorge ausschied, sondern eher zwangsweise nach Berlin versetzt wurde, wo er Unterkunft im St. Hedwig-Krankenhaus fand.
Ab 1941 musste Kyll Kriegsdienst als Sanitäter leisten und kam 1945 in sowjetische Kriegsgefangenschaft, aus der er 1948 entlassen wurde. Danach setzte er seine praktische Ausbildung in der Seelsorge als Kaplan in Andernach fort und amtierte von 1949 bis 1957 als Pfarrer in Pronsfeld, danach bis zu seinem Tode in Butzweiler.
Als Theologe und Volkskundler interessierten ihn vor allem religiöse Bräuche der Eifel und der Moselregion, von denen viele bereits im Verschwinden begriffen waren, dabei lag ein besonderes Augenmerk auf dem Fortleben vorchristlicher Bräuche. Häufig bezog er bei seinen Forschungen auch Erkenntnisse der Archäologie mit ein. 1967 wurde ihm gemeinsam mit Willi Münch der Albert-Steeger-Preis verliehen. Eine Professur für Kirchengeschichte am Trierer Priesterseminar lehnte Kyll ab, da er weiterhin auch in der Seelsorge tätig sein wollte.

## Veröffentlichungen (Auswahl)
- Das Kind in Glaube und Brauch des Trierer Landes. Trier, 1957.
- Die Glocke im Wetterglauben und Wetterbrauch des Trierer Landes. In: Rheinisches Jahrbuch für Volkskunde 9, 1958.
- Volkskanonisation im Raum des alten Trierer Bistums. In: Rheinisches Jahrbuch für Volkskunde 11, 1960.
- Pflichtprozessionen und Bannfahrten im westlichen Teil des alten Erzbistums Trier. Bonn 1962.
- Heidnische Weihe- und Votivgaben aus der Römerzeit des Trierer Landes. Trier 1966.
- Scharivari und Eselshochzeit. In: Heimatkalender für den Kreis Bitburg-Prüm 1972.
- Tod, Grab, Begräbnisplatz, Totenfeier. Bonn 1972.